# المنيا (مركز)
مركز المنيا، مركز إداري مصري. يقع في محافظة المنيا الواقعة في جمهورية مصر العربية. القاعدة الإدارية للمركز هي مدينة المنيا، ويضم كذلك مدينة المنيا الجديدة.